# Ib Storm Larsen
Ib Storm Larsen (* 28. September 1925 in Faaborg; † 4. Januar 1991 in der Algarve, Portugal) war ein dänischer Ruderer.

## Biografie
Ib Larsen nahm an den Olympischen Sommerspielen 1948 in London teil. Zusammen mit Helge Halkjær, Aksel Bonde, Helge Muxoll Schrøder gewann er im Vierer ohne Steuermann die Silbermedaille.
Im Folgejahr wurde das Quartett von Horsens Roklub dänischer Meister.